# 东北老鹳草
东北老鹳草（学名：Geranium erianthum），又名北方老鹳草、大花老鹳草，是牻牛儿苗科老鹳草属的植物。分布在西伯利亚、日本、远东、北美以及中国大陆的吉林等地，生长于海拔700米至1,300米的地区，见于林缘草甸、灌丛和林下，目前尚未由人工引种栽培。